# Prima Ligă Iordaniană
Prima Ligă Iordaniană este primul eșalon din sistemul competițional fotbalistic din Iordania.

## Echipele sezonului 2010-11
- Al Ahli
- Al-Arabi
- Al Buqa'a
- Al-Faysali
- Al Hussein
- Al-Jazeera
- Al Ramtha
- Al-Weehdat
- Al-Yarmouk
- Kfarsoum
- Mansheyat Bani Hasan
- Shabab Al Ordon Al Qadisiya

## Foste campioane
| - 1944 : Al-Faysali - 1945 : Al-Faysali - 1946 : Jordan - 1947 : Al Ahli - 1948 : nu s-a disputat - 1949 : Al Ahli - 1950 : Al Ahli - 1951 : Al Ahli - 1952 : Al-Jazeera - 1953 : nu s-a disputat - 1954 : Al Ahli - 1955 : Al-Jazeera - 1956 : Al-Jazeera - 1957 : nu s-a disputat - 1958 : nu s-a disputat - 1959 : Al-Faysali - 1960 : Al-Faysali - 1961 : Al-Faysali - 1962 : Al-Faysali - 1963 : Al-Faysali - 1964 : Al-Faysali - 1965 : Al-Faysali - 1966 : Al-Faysali | - 1967 : nu s-a disputat - 1968 : nu s-a disputat - 1969 : nu s-a disputat - 1970 : Al-Faysali - 1971 : Al-Faysali - 1972 : Al-Faysali - 1973 : Al-Faysali - 1974 : Al-Faysali - 1975 : Al Ahli - 1976 : Al-Faysali - 1977 : Al-Faysali - 1978 : Al Ahli - 1979 : Al Ahli - 1980 : Al Wahdat - 1981 : Al Ramtha - 1982 : Al Ramtha - 1983 : Al-Faysali - 1984 : Amman - 1985 : Al-Faysali - 1986 : Al-Faysali - 1987/88 : Al Deffatain - 1988/89 : Al-Faysali - 1989/90 : Al-Faysali - 1990/91 : Al-Faysali | - 1991/92 : Al Wahdat - 1992/93 : Al-Faysali - 1993/94 : Al-Faysali - 1994/95 : Al Wahdat - 1995/96 : Al Wahdat - 1996/97 : Al Wahdat - 1997 : Al Wahdat - 1998 : nu s-a terminat - 1999 : Al-Faysali - 2000 : Al-Faysali - 2001 : Al-Faysali - 2002/03 : Al-Faysali - 2003/04 : Al-Faysali - 2004/05 : Al Wahdat - 2005/06 : Shabab Al Ordon Al Qadisiya - 2006/07 : Al Wahdat - 2007/08 : Al Wahdat - 2008/09 : Al Wahdat - 2009/10 : Al-Faysali |  |

## Performanțe după club
| Club                             | Nr. de campionate |
| -------------------------------- | ----------------- |
| Al-Faysali                       | 31                |
| Al Wahdat (include Al-Deffatain) | 11                |
| Al Ahli                          | 8                 |
| Al-Jazeera                       | 3                 |
| Al Ramtha                        | 2                 |
| Shabab Al Ordon Al Qadisiya      | 1                 |
| Amman                            | 1                 |
| Jordan                           | 1                 |